# Erzin
Erzin (ros. Эрзин) – wieś w Rosji, w Tuwie, ośrodek administracyjny kożuunu erzińskiego. W 2010 liczyła 3191 mieszkańców.